# Arlette Farge
Arlette Farge (ur. 14 września 1941) – francuska historyk. 

## Życiorys
Jest uczennicą Roberta Mandrou. Zajmuje się historią społeczną XVIII wieku. Jest związana z Szkołą Annales.

## Wybrane publikacje
- Condamnés au XVIIIe siècle, éditions Thierry Magnier, collection Troisième Culture, 2008, 134 p.
- Essai pour une histoire des voix au dix-huitième siècle, Bayard, Paris, 2009 (ISBN 978-2-227-47796-4).
- Le Silence, le souffle, La Pionnière, Paris, 2008

avec Laurent Turcot, Flagrants délits sur les Champs-Élysées : Les dossiers de police du gardien Federici (1777-1791), Mercure de France, 2008
- Effusion et tourment, le récit des corps. Histoire du peuple au XVIIIe siècle, Paris, Odile Jacob, 2007

De la nécessité d'adopter l'esclavage en France. Texte anonyme de 1797, présenté par Myriam Cottias et Arlette Farge, Bayard, Paris, 2007.
- Quel bruit ferons-nous ?, Paris, Les Prairies Ordinaires, 2005
- Le Bracelet de parchemin. L'écrit sur soi au XVIIIe siècle, Paris, Bayard, 2003
- La Nuit blanche, Paris, Seuil, 2002
- avec Cécile Dauphin, Séduction et sociétés : approches historiques, Paris, Seuil, 2001
- avec Jean-François Laé, Fracture sociale, Paris, Desclée de Brouwer, 2000
- Des lieux pour l'histoire, Paris, Seuil, 1997
- Le Goût de l'archive, Paris, Seuil, 1997
- avec Cécile Dauphin, De la violence et des femmes, Paris, Albin Michel, 1997
- « L'histoire sociale », dans L'histoire et le métier d'historien en France 1945-1995, 1995, p. 281-300
- sous la direction de François Bédarida, Paris, Éditions de la Maison des Sciences de l'Homme
- Le cours ordinaire des choses dans la cité du XVIIIe siècle, Paris, Seuil, 1994
- Dire et mal dire, l'opinion publique au XVIIIe siècle, Paris, Seuil, 1992
- avec Jacques Revel, Logiques de la foule, l'affaire des enlèvements d'enfants - Paris 1750, Paris, Hachette, 1988
- La vie fragile : Violence, pouvoirs et solidarités à Paris au XVIIIe siècle, Paris, Hachette, 1986
- avec Michel Foucault, Le Désordre des familles, lettres de cachet des Archives de la Bastille, Paris, Gallimard Julliard, 1982
- « L'espace parisien au XVIIIe siècle d'après les ordonnances de Police », dans Ethnologie française, vol. vol. XII, no 2, avril-juin 1982, p. 119-126
- Vivre dans la rue à Paris au XVIIIe siècle, Paris, Gallimard, 1979
- avec A. Zysberg, « Les théâtres de la violence à Paris au XVIIIe siècle », dans Annales. Économies, sociétés, civilisations, no 5, 1979, p. 984-1015
- Délinquance et criminalité : le vol d'aliments à Paris au XVIIIe siècle, Paris, Plon, 1974

## Publikacje w języku polskim
- (współautorzy: André Comte-Sponville, Jean Delumeau, Najpiękniejsza historia szczęścia,  przeł. Ewa Burska, Warszawa: Instytut Wydawniczy Pax 2008.